# Sberbank
Sberbank (tiếng Nga: Сбербанк России - Sberbank Rossii, viết gọn của "сберегательный банк" - sberegatelʹnyĭ bank; nghĩa là: "Ngân hàng tiết kiệm Liên bang Nga") là ngân hàng nhà nước lớn nhất của Nga và Đông Âu, là ngân hàng lớn thứ ba châu Âu. Trụ sở công ty đặt tại Moskva, ngân hàng này có lịch sử từ thời cải cách tài chính Cancrin năm 1841. Ngân hàng này thực hiện các dịch vụ tiền gửi tiết kiệm và đầu tư và cho vay. Khẩu hiệu của ngân hàng là: всегда рядом (vsegda ryadom) - tiếng Nga nghĩa là "luôn ở bên cạnh bạn".
Tháng 9 năm 2012, Chính phủ Nga thông báo sẽ bán đi 5 tỷ USD, tương đương 7,6% cổ phần của ngân hàng này.

## Lịch sử

### Thời kỳ trước cách mạng
Hoàng đế Nikolai I đã thành lập các thể chế tiết kiệm tư nhân đầu tiên tại Nga vào năm 1841 khi ông đã thông qua một đạo luật "với mục đích cung cấp một phương tiện cho người dân thuộc mọi tầng lớn gửi tiết kiệm một cách đáng tin cậy và có lợi nhuận". Năm sau đó, các văn phòng tiết kiệm mở cửa ở các cục ngân khố nhà nước bạc ở Moskva và Saint Petersburg. Trong 20 năm tiếp theo, khoảng 45 văn phòng mở cửa trong gần như tất cả những thủ phủ trong khu vực của Nga. Ngân hàng Nhà nước Nga, hay Gosbank, được thành lập năm 1860 và các văn phòng tiết kiệm sau đó đã được chuyển giao thuộc thẩm quyền quản lý của ngân hàng nhà nước Nga.

## Hoạt động
Theo ngân hàng này 110 triệu người có chương mục và nhận tiền lương và học bổng từ đó.